# 2022年ドイツクーデター未遂事件
2022年ドイツクーデター未遂事件（2022ねんドイツクーデターみすいじけん）は、2022年12月7日にドイツで極右グループメンバー25人がドイツの国家転覆を計画した容疑で逮捕された事件。
逮捕者が所属する組織は、「愛国者連合（ドイツ語: Patriotische Union）」または「評議会（ドイツ語: Der Rat）」などと呼ばれる、ドイツの極右過激派集団「ライヒスビュルガー（ライヒ市民）運動」(英語版) の一派とされるグループで、かつてのドイツ帝国を模した君主制国家を樹立することを目的とし、ドイツ国内を混沌に陥れて内戦状態を引き起こし政権奪取を企てたとされている。
計画を察知したドイツ当局は3000人を超える警察官や特殊治安部隊を動員してドイツ全土130か所を捜査し、旧領邦君主ロイス家の一族にあたるハインリヒ13世・プリンツ・ロイスや、ドイツのための選択肢（AfD）の元党員で元連邦議会議員のビルギット・マルザック＝ヴィンケマンらを逮捕した。またグループには現役の軍人や現職の警察官も含まれていた。現代ドイツ史上最大規模の反過激派作戦であり、ペーター・フランク検事総長はグループをテロ組織であると断言した。

## メンバー
ドイツ検察によれば、メンバーのうちおよそ50人は「自由で民主的な基本秩序」を否定し暴力と反ユダヤ主義に関連する極右グループ集団ライヒスビュルガー（ライヒ市民）運動のメンバーでもある。またQアノンの信奉者や新型コロナ否定論者もいると報道されており、グループ内には、それぞれ担当部署があったという。検察は容疑者52人のうち25人を逮捕した。
ドイツ軍の特殊部隊KSKの元隊員も複数おり、このうちの一人リュディガー・フォン・ペスカトーレ（Rüdiger von Pescatore）はドイツ連邦軍空挺師団の元将校で、ドイツ警察の特殊部隊GSG-9はカルフ近郊のグラーフ・ツェッペリン軍事基地（Graf-Zeppelin-Kaserne）を捜索している。ペスカトーレはグループの軍事部門の責任者であったとみられている。連邦検察当局は、このペスカトーレとハインリヒ13世・プリンツ・ロイスを首謀者としており、ペスカトーレは警官や軍人をグループに勧誘しようとしたともいわれている。この他のメンバーには、ドイツ軍元大佐（Oberst）のマクシミリアン・エーダー（Maximilian Eder）、ハノーファーの元刑事警察官ミヒャエル・フリッチュ（Michael Fritsch）、バイロイトの元大佐でサバイバルトレーニングのビジネスも行っていたペーター・ヴェルナー（Peter Wörner）などがいる。
ベルリンの弁護士で裁判官でもあるビルギット・マルザック＝ヴィンケマンは、クーデター後の国家で法務大臣に指定されていたとも伝えられている。マルザック＝ヴィンケマンは2017年から2021年までドイツ連邦議会議員（ドイツのための選択肢 AfD 所属）であったが2022年12月7日に逮捕された。
グループには少なくともあと一人AfD党員、ザクセン州オルバーンハウの元地方議員でAfD所属のクリティアン・ヴェンドラー（Christian Wendler）も所属しているとされる。
デア・シュピーゲル紙によれば、この組織には「普通ではない額の資金」があり、武器や衛星電話を購入していた。警察が強制捜査した拠点のひとつ、バート・ローベンシュタインの狩猟ロッジは、首謀者のひとりとされるハインリヒ13世の所有地であるが、同時にロンドンの資産管理会社「Heinrich XIII. Prinz Reuß & Anderson & Peters Ltd.」の関連会社の住所でもあるという。

## 目的と政治思想
このグループが成立する前から、保守派の中には、第二次世界大戦敗戦後に連合国によりドイツ西部に成立したドイツ連邦共和国は正統性がないにせものの国であり、それ以前のドイツ国こそが唯一正統性のあるドイツ国家だと考える人々がおり、このグループもその思想を継承していた。グループは、1871年から1918年まで存在したドイツ帝国のような君主制政府を樹立することを目的としていた。2021年11月以降、グループはドイツ連邦議会の襲撃と政治家の公開逮捕、それに続く市民の混乱・暴動を引き起こすことを計画した。そして、計画実行の暁にはドイツ治安当局の一部が彼らの行動に連帯を示すものと見込み、それによって政府を「転覆」して権力を手中に収めることができると考えた。
グループは右派寄りとみなされ、他団体と同様反ユダヤ主義を推し進めていた。連邦議会の議場がおかれている国会議事堂の襲撃がクーデター計画の一部であったが、これは2021年アメリカ合衆国議会議事堂襲撃事件に触発されたものである。

## 捜査と逮捕

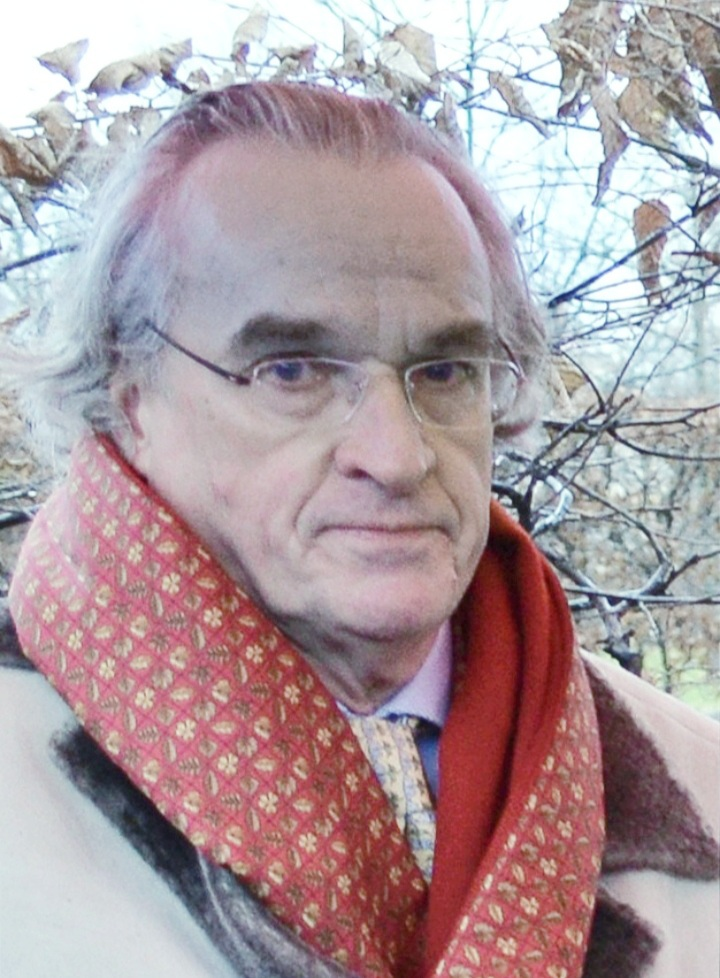
クーデター計画の首謀者として逮捕されたハインリヒ13世・プリンツ・ロイス。

ドイツ警察当局は2022年の春からグループの捜査を開始していた。グループの一部はドイツの急進派団体「Querdenken クヴェアデンケン」のメンバーもいた。
ハインリヒ13世への捜査を起点として作戦は開始され、最終的には連邦刑事庁（BKA）が捜査を行った。さらに複数の州の刑事捜査局や連邦憲法擁護庁の州当局も捜査に加わった。
捜査当局によれば、クーデターは2021年11月から計画されたもので、現政権を暴力・テロ的手法により転覆させるものであったとみられている。ドイツ警察は、2022年4月にドイツ連邦保健相カール・ラウターバッハの誘拐計画容疑でこの「愛国者連合」のメンバーを逮捕した際に初めてこのグループの存在を知った。2022年9月には52人の容疑者の徹底監視が始められた。
ドイツ南部のバイエルン州およびバーデン＝ヴュルテンベルク州を中心とするドイツ9つの州と、オーストリアとイタリアからの捜査員も加え約3000人の捜査関係者が逮捕作戦に動員された。逮捕者の中には貴族、元連邦議会議員の他、退役および現役の軍人もふくまれていた。また「ビタリア」という名のハインリヒ13世のロシア人ガールフレンドとされる人物も逮捕されたが、ハインリヒ13世は彼女を通じて3人のロシア人から資金提供を受けた疑いがあるとの報道もある。
「帝国」はロシアとの協力を目論んでいたとされたが、在ベルリンロシア大使館広報はロシアのあらゆる関与を否定、12月8日にはロシア大統領報道官ドミトリー・ペスコフがこのクーデター未遂事件へのクレムリンの関与を否定する声明を発表しているが、その後もドイツ極右とロシアとの繋がりが指摘されている。
2023年12月12日、ドイツ検察当局はハインリヒ13世・プリンツ・ロイスら容疑者27人をテロ組織結成、反逆準備などの罪で起訴したと発表した。